# Liste der Baudenkmale in Nustrow
In der Liste der Baudenkmale in Nustrow sind alle Baudenkmale der Gemeinde Nustrow (Landkreis Rostock) und ihrer Ortsteile aufgelistet (Stand 10. Februar 2021).

## Legende
In den Spalten befinden sich folgende Informationen:
- ID-Nr: Die Nummer wird von den Denkmalämtern der Landkreise vergeben. Wenn sie nicht bekannt ist, bleibt die Spalte leer. In dieser Spalte kann sich zusätzlich das Wort Wikidata befinden, der entsprechende Link führt zu Angaben zu diesem Denkmal bei Wikidata.
- Lage: die Adresse des Denkmales und die geographischen Koordinaten.
Link zu einem Kartenansichtstool, um Koordinaten zu setzen. In der Kartenansicht sind Denkmale ohne Koordinaten mit einem roten bzw. orangen Marker dargestellt und können in der Karte gesetzt werden. Denkmale ohne Bild sind mit einem blauen bzw. roten Marker gekennzeichnet, Denkmale mit Bild mit einem grünen bzw. orangen Marker.
- Bezeichnung: Bezeichnung, so wie sie in den offiziellen Listen der Denkmalämter steht. Ein Link hinter der Bezeichnung führt zum Wikipedia-Artikel über das Denkmal. Wenn die Bezeichnung der Denkmalämter inhaltlich fehlerhaft ist, ist in der Spalte „Beschreibung“ darauf hinzuweisen.
- Beschreibung: Beschreibung des Denkmales
- Bild: ein Bild des Denkmales und gegebenenfalls einen Link zu weiteren Fotos des Denkmals im Medienarchiv Wikimedia Commons

## Nustrow
| ID  | Lage                     | Bezeichnung                               | Beschreibung | Bild                                      |
| --- | ------------------------ | ----------------------------------------- | --- | ----------------------------------------- |
| 794 | Dorfstraße 5/7 (Karte)   | ehem. Schnitterkaserne                    | |                                           |
| 795 | Dorfstraße 11/12 (Karte) | ehem. Katen                               | |                                           |
| 558 | Dorfstraße 45 (Karte)    | Gutshaus mit Park und ehemalige Fasanerie | Gut Nustrow: 2-gesch., elfachsiger, klassizistischer Putzbau von 1837 mit Souterrain, zwei Risalite und Krüppelwalmdach sowie Nebenflügel mit Satteldach nach Plänen von Carl Theodor Severin für Ernst Peter von Schack; Festsaal mit Deckenmalerei. Vorgängerbauten: Burg bis 1420, 4-gesch. Schloss vom 15. Jahrhundert bis 1830. Park mit Lindenallee. | Gutshaus mit Park und ehemalige Fasanerie |

## Quelle
Denkmalliste des Landkreises Rostock A ‐ Z (Stand: 10. Februar 2021; PDF, 497 KB)
- Karte mit allen Koordinaten:
- OSM |
- WikiMap